# Sigmodon mascotensis
Sigmodon mascotensis es una especie de roedor de la familia Cricetidae.  Prefieren hábitats abiertos.

## Distribución geográfica
Es endémica del este y sur de México.  